# Tercera Federación (Grupo VI)
El Grupo VI de la Tercera Federación de fútbol, es el grupo de dicha categoría del quinto nivel competitivo del fútbol español. Hasta la fecha, en el grupo participan únicamente equipos de la Comunidad Valenciana.
El Grupo VI es el heredero de su homónimo desde 2021 del Grupo VI de Tercera División, que se creó en el año 1980.

## Sistema de competición
El Grupo VI de Tercera División RFEF suele estar integrado por 19 clubes.
El sistema de competición es el mismo que en el resto de categorías de la Liga. Se disputa anualmente, empezando a finales del mes de agosto o principios de septiembre, y concluye en el mes de mayo o junio del siguiente año.
Los equipos del grupo se enfrentan todos contra todos en dos ocasiones, una en campo propio y otra en campo contrario. El orden de los encuentros se decide por sorteo antes de empezar la competición. El ganador de un partido obtiene tres puntos, el perdedor no suma ninguno y, en caso de un empate, se reparte un punto para cada equipo.
Al término de la temporada, el primer clasificado (excluyendo a los equipos filiales) se clasifica para disputar la siguiente edición de la Copa del Rey.

### Ascenso a Segunda División RFEF
Una vez finalizada la temporada regular, el primer clasificado se proclama campeón y asciende directamente a Segunda División RFEF, mientras que los clasificados entre el segundo y el quinto lugar disputan un playoff territorial para decidir una plaza que da acceso a la Promoción de ascenso a Segunda División RFEF. Esta promoción consta de una ronda de eliminación directa en la que el vencedor asciende de categoría.

### Descenso a la Lliga Comunitat
Al término de la temporada los tres últimos clasificados descienden directamente a la Lliga Comunitat. Existe la posibilidad de que desciendan además tantos equipos a la Lliga Comunitat, como equipos de la Comunidad Valenciana que desciendan de la Segunda División RFEF a Tercera División RFEF. También puede ocurrir que algunos de los equipos del grupo clasificados para el playoff logre el ascenso a la Segunda División RFEF, en cuyo caso ascenderían a Tercera División RFEF tantos conjuntos de la Lliga Comunitat como clubes hayan logrado el ascenso a Segunda División RFEF.

### Equipos filiales
Los equipos filiales pueden participar en Tercera División RFEF si sus primeros equipos compiten en una categoría superior de la Liga —Primera División, Segunda División, Primera División RFEF o Segunda División RFEF—. Los filiales y sus respectivos primeros equipos no pueden competir en la misma categoría; por ello, si un equipo desciende a Segunda División RFEF y su filial queda primero o gana los playoff de ascenso a esta categoría, deberá quedarse obligatoriamente en Tercera División RFEF. Del mismo modo, un filial que se haya clasificado para la fase de ascenso a Segunda División RFEF no puede disputarla si el primer equipo milita en dicha categoría. En este caso, lo sustituye el sexto clasificado. Esto no será así si el primer equipo milita en Segunda División RFEF, pero se clasifica para la fase de ascenso a Primera División RFEF.

## Equipos participantes
La Tercera Federación 2021-22 fue disputada por los siguientes equipos:
La Tercera Federación 2022-23 fue disputada por los siguientes equipos:
La Tercera Federación 2023-24 fue disputada por los siguientes equipos:
La Tercera Federación 2024-25 es disputada por los siguientes equipos:

## Clasificación histórica
Actualizado=31 de julio de 2025
| Pos | Ban                                | Equipo                         | Temp | Ptos | PJ  | PG | PE | PP | GF  | GC  | DG  | Cam | Sub | Pro | Asc |
| --- | ---------------------------------- | ------------------------------ | ---- | ---- | --- | -- | -- | -- | --- | --- | --- | --- | --- | --- | --- |
| 1   | Bandera de la Comunidad Valenciana | Atzeneta U. E.                 | 5    | 231  | 134 | 63 | 42 | 29 | 172 | 109 | 63  | 0   | 1   | 3   | 0   |
| 2   | Bandera de la Comunidad Valenciana | C. D. Roda                     | 5    | 203  | 134 | 54 | 41 | 39 | 150 | 110 | 40  | 0   | 1   | 1   | 0   |
| 3   | Bandera de la Comunidad Valenciana | Villarreal C. F. "C"           | 5    | 186  | 134 | 49 | 39 | 46 | 193 | 157 | 36  | 0   | 0   | 0   | 0   |
| 4   | Bandera de la Comunidad Valenciana | F. C. Jove Español San Vicente | 5    | 184  | 134 | 49 | 37 | 48 | 125 | 127 | -2  | 0   | 1   | 1   | 0   |
| 5   | Bandera de la Comunidad Valenciana | C. D. Castellón "B"            | 4    | 178  | 134 | 49 | 31 | 54 | 181 | 181 | 0   | 1   | 0   | 0   | 1   |
| 6   | Bandera de la Comunidad Valenciana | Athletic Club Torrellano       | 5    | 172  | 134 | 43 | 43 | 48 | 135 | 152 | -17 | 0   | 0   | 0   | 0   |
| 7   | Bandera de la Comunidad Valenciana | Elche Ilicitano C. F.          | 3    | 171  | 100 | 47 | 30 | 23 | 157 | 78  | 79  | 1   | 0   | 0   | 1   |
| 8   | Bandera de la Comunidad Valenciana | Atlético Levante U. D.         | 4    | 145  | 98  | 39 | 28 | 31 | 107 | 91  | 16  | 0   | 0   | 1   | 0   |
| 9   | Bandera de la Comunidad Valenciana | C. D. Acero                    | 3    | 130  | 100 | 35 | 28 | 37 | 100 | 113 | -17 | 0   | 0   | 1   | 0   |
| 10  | Bandera de la Comunidad Valenciana | Orihuela C. F.                 | 2    | 118  | 66  | 35 | 13 | 18 | 94  | 57  | 37  | 1   | 0   | 0   | 1   |
| 11  | Bandera de la Comunidad Valenciana | Torrent C. F.                  | 2    | 111  | 66  | 27 | 21 | 18 | 63  | 46  | 24  | 0   | 0   | 2   | 1   |
| 12  | Bandera de la Comunidad Valenciana | Atlético Saguntino             | 3    | 110  | 70  | 27 | 29 | 14 | 87  | 66  | 21  | 0   | 1   | 1   | 1   |
| 13  | Bandera de la Comunidad Valenciana | C. D. Utiel                    | 3    | 107  | 68  | 29 | 20 | 19 | 81  | 70  | 11  | 0   | 0   | 2   | 0   |
| 14  | Bandera de la Comunidad Valenciana | Ontinyent 1931 C.F.            | 3    | 105  | 68  | 29 | 18 | 21 | 73  | 64  | 9   | 0   | 0   | 1   | 0   |
| 15  | Bandera de la Comunidad Valenciana | Patacona C. F.                 | 3    | 105  | 98  | 26 | 27 | 45 | 103 | 138 | -35 | 0   | 0   | 0   | 0   |
| 16  | Bandera de la Comunidad Valenciana | Silla C. F.                    | 3    | 102  | 100 | 26 | 24 | 50 | 96  | 153 | 0   | 0   | 0   | 0   |     |
| 17  | Bandera de la Comunidad Valenciana | U. D. Castellonense            | 3    | 98   | 68  | 25 | 22 | 21 | 76  | 75  | 1   | 0   | 0   | 1   | 0   |
| 18  | Bandera de la Comunidad Valenciana | U. D. Rayo Ibense              | 3    | 95   | 98  | 26 | 17 | 55 | 85  | 148 | -63 | 0   | 0   | 0   | 0   |
| 19  | Bandera de la Comunidad Valenciana | C. F. Gandía                   | 2    | 93   | 64  | 25 | 18 | 21 | 76  | 68  | 8   | 0   | 0   | 0   | 0   |
| 20  | Bandera de la Comunidad Valenciana | C.D. Soneja                    | 3    | 87   | 68  | 20 | 27 | 21 | 74  | 80  | -6  | 0   | 0   | 0   | 0   |
| 21  | Bandera de la Comunidad Valenciana | Hércules C. F. "B"             | 3    | 77   | 66  | 21 | 14 | 31 | 67  | 81  | -14 | 0   | 0   | 0   | 0   |
| 22  | Bandera de la Comunidad Valenciana | Valencia C. F. Mestalla        | 1    | 74   | 36  | 21 | 11 | 4  | 65  | 27  | 38  | 1   | 0   | 0   | 1   |
| 23  | Bandera de la Comunidad Valenciana | C. F. La Nucía                 | 2    | 53   | 34  | 15 | 11 | 8  | 46  | 24  | 22  | 0   | 0   | 1   | 0   |
| 24  | Bandera de la Comunidad Valenciana | U. D. Vall de Uxó              | 2    | 49   | 34  | 13 | 10 | 11 | 43  | 39  | 4   | 0   | 0   | 0   | 0   |
| 25  | Bandera de la Comunidad Valenciana | Crevillente Deportivo          | 2    | 41   | 34  | 10 | 11 | 13 | 37  | 36  | 1   | 0   | 0   | 0   | 0   |
| 26  | Bandera de la Comunidad Valenciana | C. D. Olímpic de Xàtiva        | 1    | 40   | 36  | 10 | 10 | 16 | 29  | 44  | -15 | 0   | 0   | 0   | 0   |
| 27  | Bandera de la Comunidad Valenciana | C. F. Benidorm                 | 1    | 38   | 34  | 9  | 11 | 14 | 36  | 51  | -15 | 0   | 0   | 0   | 0   |
| 28  | Bandera de la Comunidad Valenciana | Callosa Deportiva C. F.        | 1    | 37   | 36  | 9  | 10 | 17 | 27  | 39  | -12 | 0   | 0   | 0   | 0   |
| 29  | Bandera de la Comunidad Valenciana | C. D. Burriana                 | 1    | 33   | 34  | 8  | 9  | 17 | 26  | 46  | -12 | 0   | 0   | 0   | 0   |
| 30  | Bandera de la Comunidad Valenciana | C. F. Recambios Colón          | 2    | 31   | 36  | 7  | 10 | 19 | 22  | 46  | -24 | 0   | 0   | 0   | 0   |
| 31  | Bandera de la Comunidad Valenciana | U. D. Benigànim                | 1    | 25   | 36  | 6  | 7  | 23 | 32  | 78  | -46 | 0   | 0   | 0   | 0   |
| 32  | Bandera de la Comunidad Valenciana | Villajoyosa C. F.              | 1    | 19   | 36  | 5  | 4  | 27 | 14  | 64  | -50 | 0   | 0   | 0   | 0   |
| 33  | Bandera de la Comunidad Valenciana | C. D. Buñol                    | 1    | 0    | 0   | 0  | 0  | 0  | 0   | 0   | 0   | 0   | 0   | 0   | 0   |
| 34  | Bandera de la Comunidad Valenciana | U. D. Alzira                   | 1    | 0    | 0   | 0  | 0  | 0  | 0   | 0   | 0   | 0   | 0   | 0   | 0   |

## Palmarés
Nota: indicados en negrita los clubes que continúan en activo así como las temporadas en las que también consiguió el ascenso a Tercera División.
| Club                    | Títulos | Años    |
| ----------------------- | ------- | ------- |
| Valencia C. F. Mestalla | 1       | 2021-22 |
| Orihuela C. F.          | 1       | 2022-23 |
| Elche Ilicitano C. F.   | 1       | 2023-24 |
| C. D. Castellón "B"     | 1       | 2024-25 |

### Por temporada
| Temporada | Campeón                 | Subcampeón                     | Tercero             | Cuarto                 | Quinto        |
| --------- | ----------------------- | ------------------------------ | ------------------- | ---------------------- | ------------- |
| 2021-22   | Valencia C. F. Mestalla | Atlético Saguntino             | Atzeneta U. E.      | C. D. Acero            | Torrent C. F. |
| 2022-23   | Orihuela C. F.          | Atzeneta U. E.                 | Torrent C. F.       | Atlético Levante U. D. | C. D. Roda    |
| 2023-24   | Elche Ilicitano C. F.   | F. C. Jove Español San Vicente | Ontinyent 1931 C.F. | Atzeneta U. E.         | C. D. Utiel   |
| 2024-25   | C. D. Castellón "B"     | C. D. Roda                     | C. F. La Nucía      | U. D. Castellonense    | C. D. Utiel   |